# Пелагеевка (Полтавская область)
Пелагеевка (укр. Пелагеївка) — село, Великоперевозский сельский совет, Шишацкий район, Полтавская область, Украина.
Код КОАТУУ — 5325780803. Население по переписи 2001 года составляло 217 человек.

## Географическое положение
Село Пелагеевка находится в 2,5 км от пгт Шишаки, в 1-м км от села Першотравневое.
По селу протекает пересыхающий ручей с запрудой.
Рядом проходит автомобильная дорога Т-1720.